# Ash-Shahid-moskee
De Ash Shahid-moskee is een moskee in de Soedanese hoofdstad Khartoem.
Het is gelegen aan de samenvloeiing van de Witte Nijl en Blauwe Nijl op de kruising van Al-Qasr Street en Nile Street, ongeveer 500 meter ten westen van het Nationaal Museum van Soedan, ongeveer 250 meter ten noorden van het gebouw van de Centrale Bank van Soedan en ongeveer 200 meter ten oosten van Hotel Hilton.
De moskee is de derde grootste moskee in Khartoem, na de Grote Moskee van Khartoem en de Faruq-moskee.
Acht meter voor de moskee staan twee ongeveer 64 meter hoge minaretten, elk ongeveer 34 meter links en rechts van de hoofdingang. De moskee zelf bestaat uit een vierkant hoofdgedeelte van ongeveer 25 meter breed en wordt afgedekt door een ronde koepel met een diameter van ongeveer 16 meter breed. Het hoofdgedeelte wordt uitgebreid met twee zijkamers van dezelfde grootte, zo’n 18 bij 20 meter, die samen een vloeroppervlak beslaan van zo’n 1000 vierkante meter.